# Michel-Louis Victor Mercier
Michel-Louis Victor Mercier, nacido el 24 de mayo de 1810 en Meulan y fallecido en 1894, es un escultor francés.

## Datos biográficos
Michel-Louis Víctor Mercier es un antiguo alumno de James Pradier.
Participó en diferentes Salones a lo largo de su carrera.
En 1938 donó las cabezas de Pierre Paul Puget y Nicolas Poussin que coronan las columnas de la cancela de entrada de la École nationale supérieure des beaux-arts.

## Obras
Entre las mejores y más conocidas obras de Michel-Louis Victor Mercier se incluyen las siguientes:
- David y Goliat -David et Goliath (1874).
- La estatua de Santa Genoveva (1845) de la serie Reinas de Francia y mujeres ilustres del Jardin de Luxemburgo en París.
- Cabezas colosales de Pierre Paul Puget y Nicolas Poussin (donadas en 1838), de piedra, en la puerta de la 14 Rue Bonaparte, École nationale supérieure des beaux-arts de París.[1]

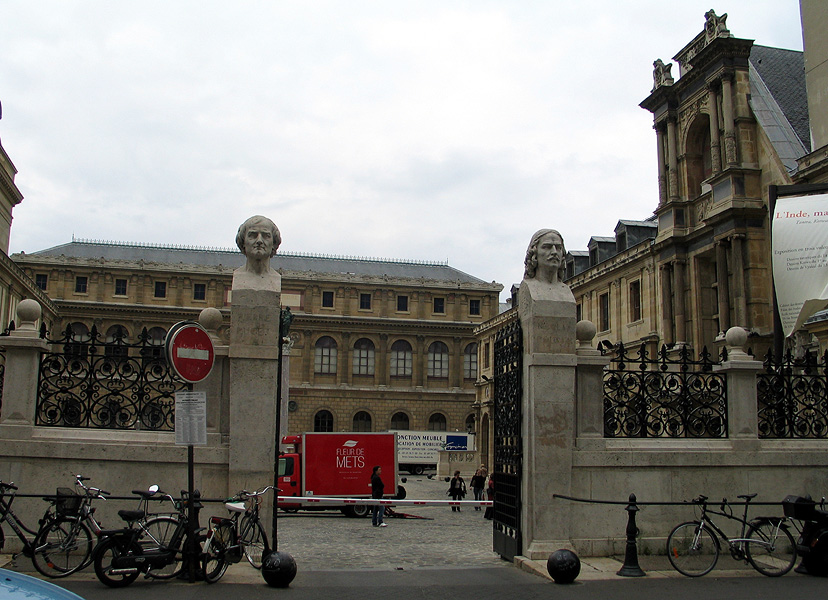
cabezas en la ENSBA